# Râul Zahorna, Cracău
Râul Zahorna este un curs de apă, afluent al râului Cracău. 